# Municipalità locale di Mkhambathini
Mkhambathini è una municipalità locale (in inglese Mkhambathini Local Municipality) appartenente alla municipalità distrettuale di Umgungundlovu della provincia di KwaZulu-Natal in Sudafrica. 
In base al censimento del 2001 la sua popolazione è di 59.067 abitanti.
La sede amministrativa e legislativa è la città di Camperdown e il suo territorio si estende su una superficie di 915 km² ed è suddiviso in 7 circoscrizioni elettorali (wards). Il suo codice di distretto è KZN226.

## Geografia fisica

### Confini
La municipalità locale di Mkhambathini confina a nord con quella di uMshwathi, a est con il municipio metropolitano di Ethekwini, a est e a sud con quella di Vulamehlo (Ugu) e a ovest con quelle di Richmond e Msunduzi.

### Città e comuni
- Camperdown
- Edinglassie
- Embo
- Eston
- Ilanga
- Milan Máčala
- Manderston
- Mapumulu
- Mid-Illova
- Mdluli
- Umlaas Road
- Umgeni Dam

### Fiumi
- Lovu
- Mbokodweni
- Mgeni
- Mkomazi
- Nungwane

### Dighe
- Nagle Dam